# The Invasion
The Invasion (L'Invasion) était une storyline de catch de la World Wrestling Federation qui a débuté peu de temps après le rachat de la World Championship Wrestling par la WWF. Ainsi, les catcheurs de la WCW "envahissaient" les shows télévisés de la WWF pour mettre fin à la WWF.
L'idée d'un évènement comprenant les deux meilleures promotions des Monday Night Wars était considérée comme un scénario de rêve aux yeux de beaucoup de fans, ce qui leur permettrait de voir quelle fédération (tout au moins dans le kayfabe) allait être supérieure.

## Histoire

### Monday Night Wars
Les Monday Night Wars voyaient la WWF et la WCW, les deux plus grosses fédérations de catch d'Amérique du Nord, être au coude à coude dans la bataille des audiences. À travers des évènements comme la nWo et le Montréal Screwjob, les fans continuaient sans cesse de comparer les deux fédérations, et la communauté de fans sur Internet n'en finissait plus de débattre pour savoir laquelle des deux fédérations était la meilleure.
Cependant, plusieurs facteurs comme les organisations des matchs et des storylines amenaient la WCW dans une spirale infernale dont elle ne se remettait pas. Les Monday Night Wars prenaient fin le 23 mars 2001, quand la WWF achetait la WCW pour ce qui était considéré comme étant un prix bon marché.
La dernière nuit des Monday Night Wars se déroulait le 26 mars 2001: RAW était concentrée en plein sur la route de WrestleMania X-Seven, alors que Nitro organisait donc sa dernière édition avec une Nuit des Champions. Vince McMahon ouvrait Nitro et annonçait un simultané entre les deux shows plus tard cette nuit pour se tourner vers le futur de la WCW. A RAW, McMahon annonçait publiquement les noms de catcheurs de la WCW qui ne seraient pas retenus. Après que Sting battait Ric Flair dans ce qui était le tout dernier match de l'histoire de la WCW, le simultané commençait. McMahon parlait du rachat de la WCW et comment il a mis complètement le feu au personnel de la WCW, sous les acclamations du public de RAW et les sifflets du public de Nitro. McMahon annonçait ensuite qu'il signerait le contrat et rendrait le rachat officiel à WrestleMania. Cependant, Shane McMahon apparaissait à Nitro et annonçait (kayfabe) que c'est lui qui a déjà signé le contrat et racheté la WCW sous le nez de son père, plantant la graine de ce qui était considéré comme une future storyline de grande opportunité. L'Invasion ne débutait pas immédiatement, la WWF se préparait pour WrestleMania X-Seven, le plus gros show de l'année.

### L'Invasion
Parce que la WWF a acquis la WCW, la WWF a doublé la grandeur de son roster et résultat des courses, il n'y avait plus assez de temps d'antenne pour tout le monde. Les plans originaux étaient de trouver un nouvel horaire sur TNN pour continuer la WCW comme une identité séparée. Des sondages étaient même organisés sur WWF.com et WCW.com pour décider du nom du nouveau show. Ces plans tombaient à l'eau quand les McMahon ne pouvaient garantir la tenue d'un horaire qui attirerait du monde. Pour finalement amener ce qui deviendra connu comme le brand extension, la WWF aura quand même redonné vie à la WCW sous ses propres auspices et bien séparé par la suite la fédération en deux divisions séparées, chacune émanant des deux shows télévisés déjà existants de la WWF, RAW et SmackDown.
Selon ces plans, Lance Storm devenait le premier catcheur de la WCW à apparaître dans un programme de la WWF, en intervenant dans un match le 28 mai lors d'une édition de RAW. Au King of the Ring 2001 le 24 juin, un autre membre de la WCW Booker T, intervenait dans le Triple Threat match pour le WWF Championship effectua un Side Slam sur la table des commentateurs mais Austin réussit quand même conserver sa ceinture. En plus de cela, Austin souffrait d'une main cassée à la suite du side slam qu'il avait reçu de Booker à travers une table de commentateur. Quelques semaines plus tard, il y avait une confrontation entre le propriétaire de la WCW Shane McMahon et celui de la WWF Vince McMahon, et Booker T venait par derrière pour exécuter sa prise de finition le 'Scissor Kick' sur Vince. Cet incident lançait pour de bon l'histoire de l'Invasion, comme le disait le commentateur de RAW Jim Ross, "La bataille a été lancée !"
La WWF commençait finalement à reconnaître la WCW et testait l'idée de commencer une extension de division en donnant à la WCW les vingt dernières minutes de RAW (pour ceci, le décor entier de RAW était changé), avec Scott Hudson et Arn Anderson faisant les commentaires en lieu et place de Jim Ross et Paul Heyman. Pendant un match entre Buff Bagwell et Booker T pour le WCW World Heavyweight Championship, les catcheurs de la WWF Kurt Angle et le champion Stone Cold Steve Austin intervenaient dans le match en tabassant les deux hommes. Le match en lui-même avait une réaction négative de la part des fans de la WWF regardant le show à la télé ou en tant que spectateur.

### Le rajout de la ECW
Le 9 juillet, la ECW était aussi amenée dans l'Invasion. Par conséquent, la ECW s'unissait avec la WCW pour former The Alliance. A Invasion, la première bataille a pris lieu, avec l'équipe WCW/ECW battant celle de la WWF quand Austin se retournait contre la WWF. La nuit suivante, Austin affirmait qu'il a joint l'Alliance parce qu'ils l'appréciaient, au contraire de la WWF.
La WWF gagnait la rage de vaincre le 26 juillet lors d'une édition de SmackDown! quand Angle battait Booker pour le WCW World Heavyweight Championship. Le règne d'Angle cependant tournait court, comme Booker T récupérait le titre le 30 juillet à RAW. Dans ce même RAW, The Rock retournait à la WWF pour la première fois depuis sa (kayfabe) suspension le 2 avril déjà à RAW. Son retour menait à un match pour le titre WCW entre The Rock et Booker T au SummerSlam 2001, que The Rock remportait. À ce même PPV, Austin conservait son WWF Championship contre Angle après que Angle l'ait emporté par disqualification. Après Invasion, les programmes TV de la WWF étaient composés presque exclusivement de matchs entre les superstars de l'Alliance et ceux de la WWF pour les titres des deux extrêmes.
Tout ceci menait à un match "Winner Take All" (Le gagnant remporte tout) aux Survivor Series 2001, qui voyait s'affronter l'équipe de WWF (The Rock, Chris Jericho, The Undertaker, Kane, et The Big Show) contre celle de l'Alliance (Steve Austin, Kurt Angle, Booker T, Rob Van Dam, et Shane McMahon). L'équipe WWF l'emportait, quand The Rock effectuait le tombé sur Steve Austin (à la suite d'une intervention d'Angle qui s'est retourné contre Austin), mettant ainsi fin à la storyline. Tous les catcheurs de la WCW et de la ECW sont restés sans emploi. Cependant Rob Van Dam, Christian, les Dudleys Boys et Test ont conservé leur emplois car RVD était le champion hardcore, Christian était le champion d'Europe, les Dudleys Boys quant à eux étaient les champions par équipe tandis que Test avait remporté une bataille royale où le vainqueur gagnait un contrat d'un an.